# Cilinder (motor)

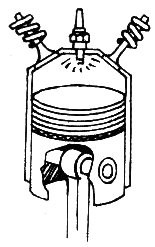
Doorsnede van een cilinder van een benzinemotor: bovenaan inlaatklep, ontstekingskaars en uitlaatklep, in het midden de zuigerveren en onderaan de drijfstang.

Een cilinder is een belangrijk onderdeel van de zuigermotor.

## Zuigermotor
Een cilinder bestaat uit een aan één zijde afgesloten cilindervormige huls, tweetaktcilinders hebben twee of meer openingen, voor onder andere spoelpoorten en de motorinlaat. Voor viertakt geldt het volgende: aan de afgesloten zijde wordt brandstof ingespoten. Bij een benzinemotor wordt die door middel van een ontstekingssysteem periodiek tot ontbranding gebracht. Bij een dieselmotor gebeurt de ontbranding door samendrukking, dus zonder ontstekingssysteem. Aan de andere kant van de cilinder wordt deze afgesloten met een zuiger, die door de verbranding van de brandstof naar buiten wordt geduwd en door de beweging van de motor weer naar binnen wordt geduwd. Met een of meer cilinders wordt een motor aangedreven.
Er bestaan scheepsdieselmotoren met maar één cilinder. De meeste automotoren tellen vier cilinders, maar er zijn er ook met drie, zes, acht, tien of twaalf cilinders. In 1935 bouwde Alfa Romeo zelfs een motor met zestien cilinders, de 16C Bimotore, een idee van Enzo Ferrari. Ook Cadillac rustte in die tijd enkele modellen uit met een V16. In Formule 1-auto's wordt sinds 2014 gebruikgemaakt van een V6-motor met turbo. Van 2006 tot 2014 hadden Formule 1-wagens een V8-motor met een cilinderinhoud van 2400 cm³. Voordien werden ook motoren met tien of twaalf cilinders gebruikt. In locomotieven, schepen, tanks, landbouwmachines en grote vrachtwagens worden soms motoren met zestien of twintig cilinders geplaatst. De motor met de meeste cilinders in lijn is een scheepsdieselmotor met veertien cilinders, vervaardigd door het Finse bedrijf Wärtsilä. Een ander Fins bedrijf heeft een tamelijk unieke 7-cilinder lijnmotor ontwikkeld.
De cilinders kunnen in lijn staan, in V of in W. Een V6-motor bijvoorbeeld heeft zes cilinders in V-vorm: drie cilinders in een lijn en drie cilinders in een andere lijn onder een hoek. Een V12-motor heeft tweemaal 6 cilinders in lijn. Volkswagen heeft een VR6-motor ontwikkeld. Dit is eigenlijk een V6-motor, maar in plaats van 2 verschillende cilinderkoppen per 3 cilinders, heeft deze maar 1 cilinderkop voor alle 6 cilinders. Een beetje een kruising dus tussen een lijnmotor en een V-motor. Bugatti heeft voor de Veyron zelfs een W16 motor ontwikkeld. Dit zijn eigenlijk twee VR8-motoren die onder een hoek met elkaar verbonden zijn.
De meeste motoren hebben twee kleppen per cilinder: een inlaatklep en een uitlaatklep. Een viercilindermotor telt dan 8 kleppen. Duurdere motoren tellen vier kleppen per cilinder. Een viercilindermotor telt dan 16 kleppen.
De cilinderinhoud is het totaal volume van alle cilinders samen en bepaalt mede het vermogen van de motor. Een veelgebruikte benzinemotor voor een auto heeft bijvoorbeeld 1600 cc cilinderinhoud. Een typische dieselmotor voor een tamelijk grote auto heeft 1900 cm³ cilinderinhoud. De scheepsdieselmotor Wärtsilä-Sulzer RTA96-C heeft zelfs een cilinderinhoud van 25,48 m³, per cilinder 1,82 m³ ofwel 1.820.000 cc.

## Stoommachine
De stoommachine was de eerste toepassing van dit principe, hierbij wordt echter geen gebruik gemaakt van een inwendige verbranding om de zuiger in beweging te brengen, maar van het periodiek toelaten van onder druk gebrachte stoom.